# Немофила
Немофила (лат. Nemophila) — род травянистых растений семейства Водолистниковые, произрастающих на западе и юго-востоке США, на западе Канады и Мексики. Некоторые виды культивируются.

## Название
Латинское название рода Nemophila образовано от лат. nemus («лес», «роща») и др.-греч. phileo («любить»). Английское общеупотребительное название растений этого рода — baby blue-eyes («голубоглазка», от baby blue — «светло-голубой»). Русское общеупотребительное название — «американская незабудка».

## Ботаническое описание

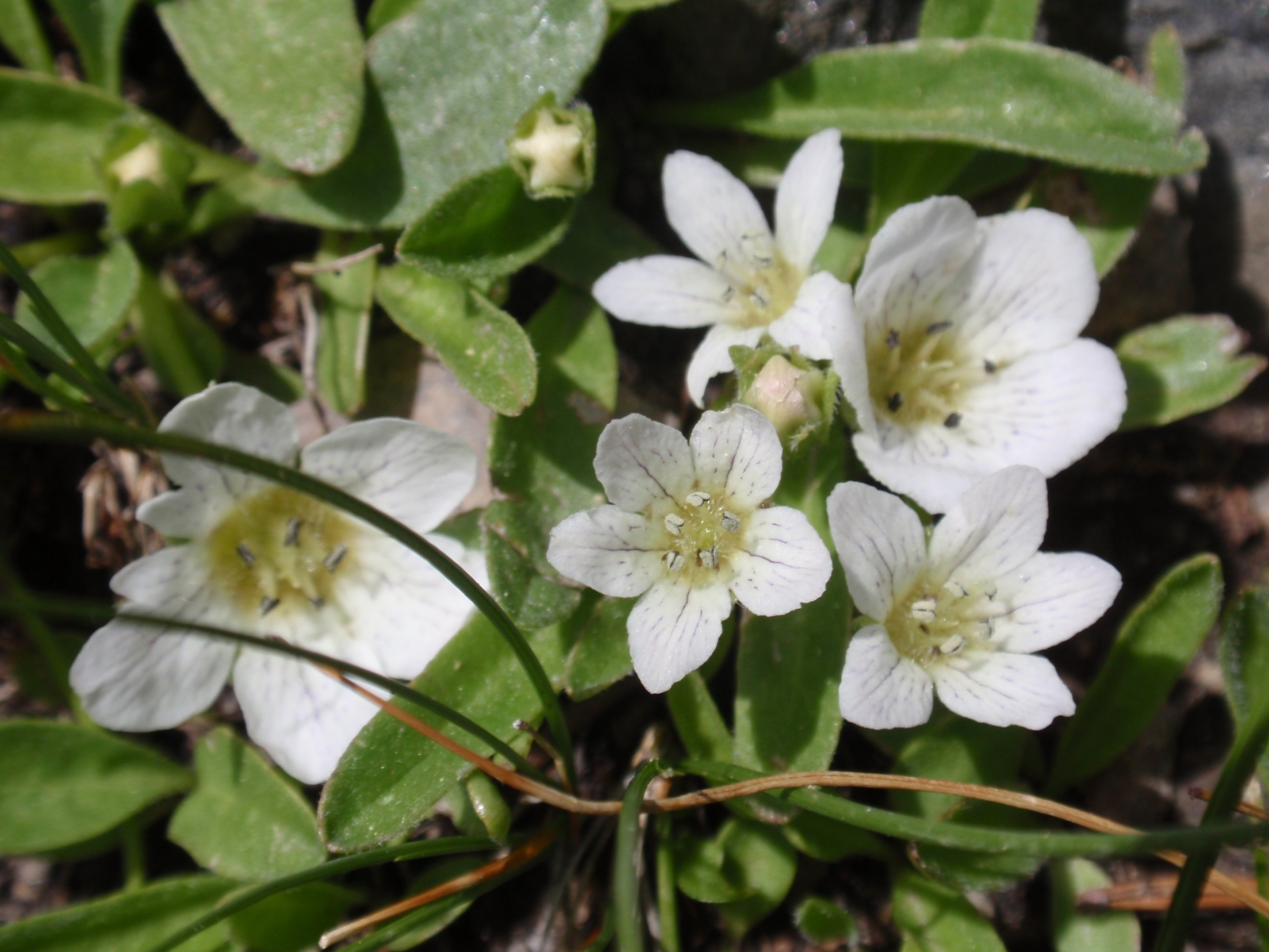
Nemophila spatulata

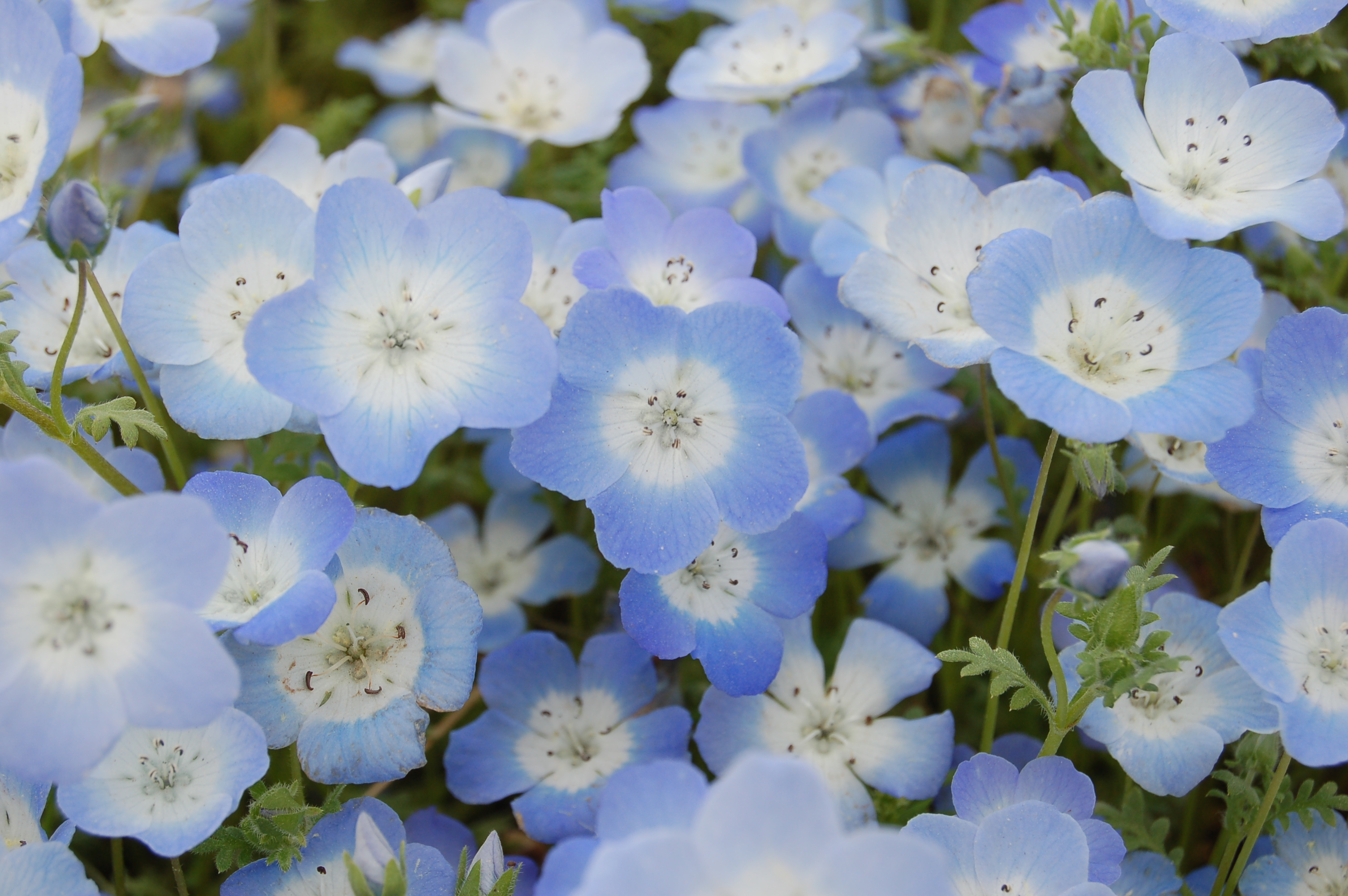
Nemophila menziesii

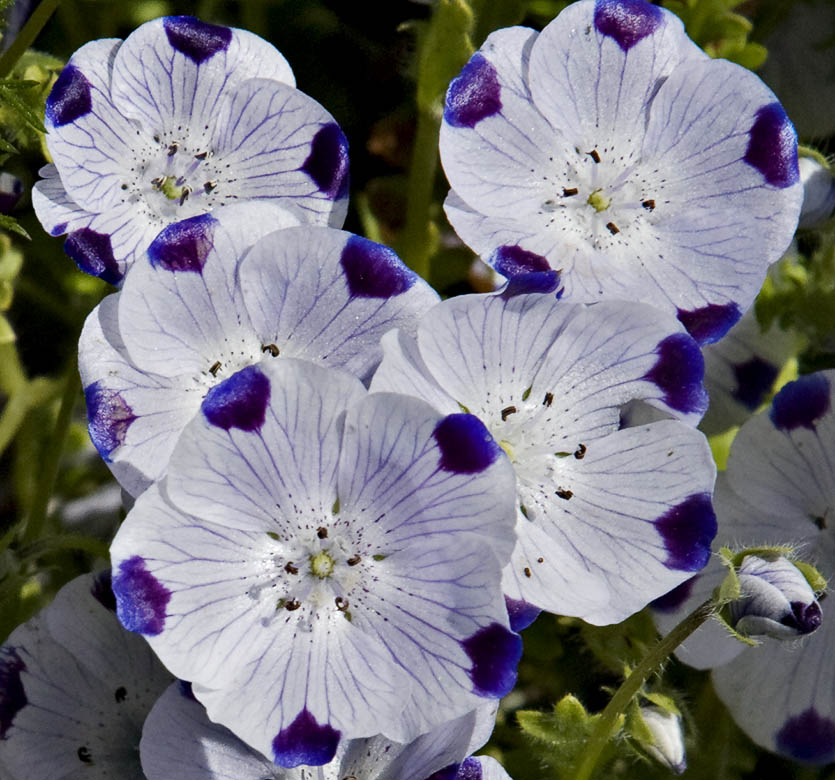
Nemophila maculata

Представители рода — весеннецветущие однолетние растения. Стебли стелющиеся, до 30 см высотой. Цветки, в диаметре достигающие 4,5 см, имеют пять лепестков. Немофилы обычно фиолетового, синего, голубого или белого цвета в зависимости от вида. Семена яйцевидные, гладкие или морщинистые.

## Распространение
Ареал рода охватывает юго-восток США, запад Канады и Мексики. Некоторые виды немофилы имеют достаточно узкий ареал. Например, Nemophila menziesii встречается только в западной части Северной Америки, но в основном в Калифорнии. Nemophila heterophylla встречается на ещё более ограниченной территории, только в северной и центральной Калифорнии, в частности — в округе Марин, около холмов Ринг Маунтин.

### Культивирование
Некоторые виды немофилы культивируются как красивоцветущие декоративные растения. Например, в Японии в парке Хитати произрастает около 4,5 миллиона растений этого рода.

## Виды
По данным The Plant List, род насчитывает 13 видов:
- Nemophila aphylla (L.) Brummitt
- Nemophila breviflora A.Gray
- Nemophila heterophylla Fisch. & C.A.Mey.
- Nemophila kirtleyi L.F.Hend.
- Nemophila maculata Benth. ex Lindl.
- Nemophila menziesii Hook. & Arn.
- Nemophila microcalyx (Nutt.) Fisch. & C.A.Mey.
- Nemophila parviflora Douglas ex Benth.
- Nemophila pedunculata Douglas ex Benth.
- Nemophila phacelioides Nutt.
- Nemophila pulchella Eastw.
- Nemophila spatulata Coville
- Nemophila triloba Thieret